# Néo-stoïcisme

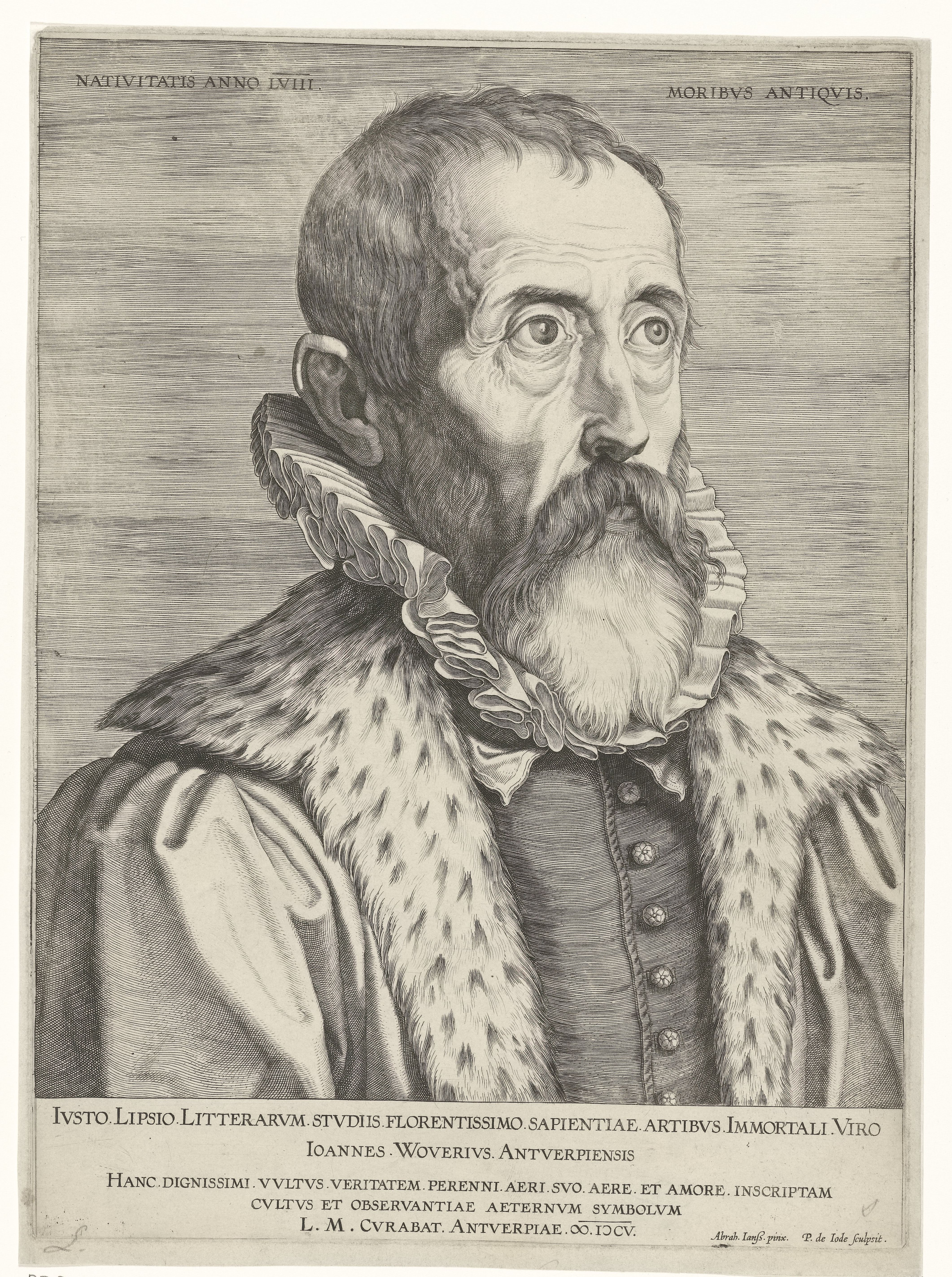
Juste Lipse, le fondateur du néo-stoïcisme

Le néo-stoïcisme (ou néostoïcisme) est un mouvement philosophique, fondé par Juste Lipse, qui reprend les éléments de la philosophie stoïcienne et les éléments du christianisme. Lipsius a publié deux ouvrages importants : De Constantia (1583) et Politica (1589). 
Ce mouvement ne doit pas être confondu avec le stoïcisme moderne, un mouvement similaire du début du XXIe siècle. 

## Histoire

### Origine
Le terme de « néo-stoïcisme » a probablement été inventé par Jean Calvin. Dans son Institutio Religionis Christianae (1536), Calvin fait référence aux « nouveaux stoïciens » (novi Stoici) qui tentent de raviver l'idéal d'apathie, plutôt que d'accepter la vertu chrétienne d'endurement de la souffrance. Selon Calvin, alors que le vrai chrétien reconnaît le test que Dieu lui a envoyé, et donc l’existence réelle des souffrances, les « néo-stoïciens » prétendraient les nier :

« Nous voyons que porter patiemment la croix, n'est pas être du tout stupide, et ne sentir douleur aucune : comme les Philosophes stoïques ont follement décrit le temps passé un homme magnanime, lequel ayant dépouillé son humanité, ne fut autrement touché d'adversité que de prospérité, n'y autrement de choses tristes que de joyeuses : ou plutôt qu'il fut sans sentiment comme une pierre. Et qu'ont-ils profité avec cette si haute sagesse ? C'est qu'ils ont dépeint un simulacre de patience, lequel n'a jamais été trouvé entre les hommes, et n'y peut être du tout : et mêmes en voulant avoir une patience trop exquise, ils ont ôté l'usage de celle-ci entre les hommes. Il y en a aussi maintenant entre les Chrétiens de semblables : lesquels pensent que ce soit vice, non-seulement de gémir et pleurer, mais aussi de se contrister et être en sollicitude. Ces opinions sauvages procèdent quasi de gens oisifs : lesquels s'exerçant plutôt à spéculer qu'à mettre la main à l'œuvre, ne peuvent engendrer autre chose que telles fantaisie. De notre part nous n'avons que faire de cette si dure et rigoureuse philosophie, laquelle notre Seigneur Jésus a condamnée non-seulement de paroles, mais aussi par son exemple. »

Toutefois, bien que l'origine du terme soit floue, il est clair que celui-ci a une portée critique, du fait que le projet du stoïcisme semble à la fois contraire aux enseignements traditionnels du christianisme, et presque impossible à réaliser.

### Lipsius
Le néo-stoïcisme est une philosophie fondée par l'humaniste flamand Justus Lipsius (1547-1606), qui en 1584, publie De constantia (De la constance) : dialogue entre Lipsius et son ami Charles de Langhe. Dans ce dialogue, Lipsius et de Langhe explorent différents aspects des difficultés politiques de leur époque, en se référant au stoïcisme classique, particulièrement à celui développé par Sénèque. Il a ensuite développé sa philosophie dans ses traités Manuductionis ad stoicam philosophiam (Introduction à la philosophie stoïcienne) et Physiologia stoicorum (Physique des stoïciens), tous deux publiés en 1604. 

### Postérité
Le néo-stoïcisme a eu une influence directe sur de nombreux écrivains du XVIIe et du XVIIIe siècle, notamment Montesquieu, Bossuet, Francis Bacon, Joseph Hall, Francisco de Quevedo et Juan de Vera y Figueroa. Le travail de Guillaume du Vair, Traité de la Constance (1594), a été une autre influence importante dans le mouvement du néo-stoïcisme. 

#### Quelques néo-stoïciens
Si Lipsius est le plus important des néo-stoïciens dans son mouvement, il ne peut être considéré comme le seul. Toutefois, bien que plusieurs auteurs se sont en effet considérés comme stoïciens ou fortement influencés par les idées stoïciennes, le néo-stoïcisme ne peut être considéré comme un mouvement organisé. S'il est à se garder d'uniformiser le mouvement, une liste des néo-stoïciens peut être établie :
- Guillaume Du Vair, qui a particulièrement souligné la pensée d'Épictète dans ses écrits[1].

Dans Philosophie morale des Stoïques, sorte de commentaire du Manuel d’Épictète, Du Vair tente de combiner le christianisme avec son admiration pour Épictète. Bien qu'il suggère qu'il soit inapproprié pour quiconque de préférer la philosophie à la foi, les stoïciens doivent être reconnus comme la philosophie la plus proche du christianisme, dans la mesure où ils ont réussi à vivre la vie la plus noble et la plus vertueuse. La façon dont Du Vair allie la doctrine stoïcienne avec le christianisme est particulièrement intéressante. Pour Du Vair, la maîtrise complète de ses passions, obtenue grâce à l’application des principes stoïciens, constitue justement la base d’un mode de vie véritablement chrétien. Par exemple, seul celui qui a surmonté les passions colériques pourra pratiquer le vrai pardon envers ses ennemis.
- Pierre Charron

Pierre Charon, théologien, philosophe, orateur et moraliste du XVIe siècle. Son principal livre philosophique, De la Sagesse, publié en 1601, se concentrait principalement sur l'idéal stoïque du sage, et la possibilité pour tous les hommes de devenir sage. Incroyablement populaire à son époque, le texte de Charron s'est fait édité, en 1672, plus d'une trentaine de fois. De la Sagesse est composé de trois parties : - la première traite de la remise en question. - la seconde du comportement. - la troisième de la vertu en tant que telle.

Pierre Charron cependant, s'il reconnaît l'apport essentiel de Lipsius à quelques sujets moraux, fait la critique de quelques-unes de ses idées, notamment politiques :
« Ceste matiere est excellemment traictée par Lipsius à la maniere qu’il a voulu : la moelle de son livre est icy ».
- Francisco de Quevedo

Francisco de Quevedo était un auteur espagnol qui a traduit Epictète, et a écrit Nombre, Origen, Intento, Recomendación y Descendencia de la Doctrina Estoica, un court texte sur la doctrine stoïque ; textes publiés en même temps en 1635. Dans la Doctrina Estoica, de Quevedo tente de connecter les enseignements bibliques avec le stoïcisme. Pour ce faire, il se base notamment sur le livre de Job, où Job, selon de Quevedo, manifeste parfaitement les enseignements stoïciens. Cependant, à la fin du traité, il assume ne pas pouvoir prétendre à l'incarnation de l'idéal stoïque, malgré sa haute estime et son désir de devenir sage.
- Virgilio Malvezzi

Virgilio Malvezzi était un auteur italien du XVIIe siècle. Son néo-stoïcisme se manifeste pleinement dans son double aspect éthique et formel dans les œuvres qui le rendront célèbre en dehors de l'Italie : Il Romulo (1629) et Il Tarquinio Superbo (1632) amorcent une histoire de la monarcie universelle à laquelle viendront s'ajouter, successivement, le Davide Perseguitato (1634), les Considerationi delle vite d'Alcibiade e di Coriolano (1638), le Numa Pompilio, qu'il laissa inédit, et le Saule, qui ne nous est pas parvenu. Avec ces opuscules, denses réflexions sur les liens entre la politique et la morale à partir des exemples de l'Antiquité Malvezzi connaît un succès international sensationnel, sa plume étant considérée comme l'une des plus reconnues d'Europe grâce à son style inimitable et à la profondeur de sa pensée. En effet, ses livres sont rapidement traduits dans toutes les langues européennes les plus importantes et même en latin ; en Italie la réédition de son œuvre n'est pas interrompue jusqu'aux années 70.
- Michel de Montaigne

S'il serait probablement incorrect de ranger Montaigne aux côtés des autres néo-stoïciens, une tendance stoïcienne peut néanmoins être dégagée de son travail. Comme Pierre Charron, il aimait Lipsius, qu'il décrivait comme l'un des hommes les plus savants en vie :

« Combien je desire que, pendant que je vis, ou quelque autre, ou Justus Lipsius, le plus sçavant homme qui nous reste, d’un esprit tres-poly et judicieux, vrayement germain à mon Turnebus, eust et la volonté, et la santé, et assez de repos pour ramasser en un registre, selon leurs divisions et leurs classes, sincerement et curieusement, autant que nous y pouvons voir, les opinions de l’ancienne philosophie sur le subject de nostre estre et de noz meurs, leurs controverses, le credit et suitte des pars, l’application de la vie des autheurs et sectateurs à leurs preceptes és accidens memorables et exemplaires. »

De surcroît, dans les Essais, Montaigne ne cache pas son admiration générale pour Sénèque et Épictète. Cependant, Montaigne doutait des capacités rationnelles de l'homme et n'aurait probablement pas approuvé l'idéal stoïcien du sage. Néanmoins, il restait attiré par l'éthique stoïcienne :
"Abscinduntur facilius animo quam temperantur. Qui ne peut atteindre à cette noble impassibilité Stoicque, qu’il se sauve au giron de cette mienne stupidité populaire. Ce que ceux-là faisoient par vertu, je me duits à le faire par complexion."

#### Dans l'art

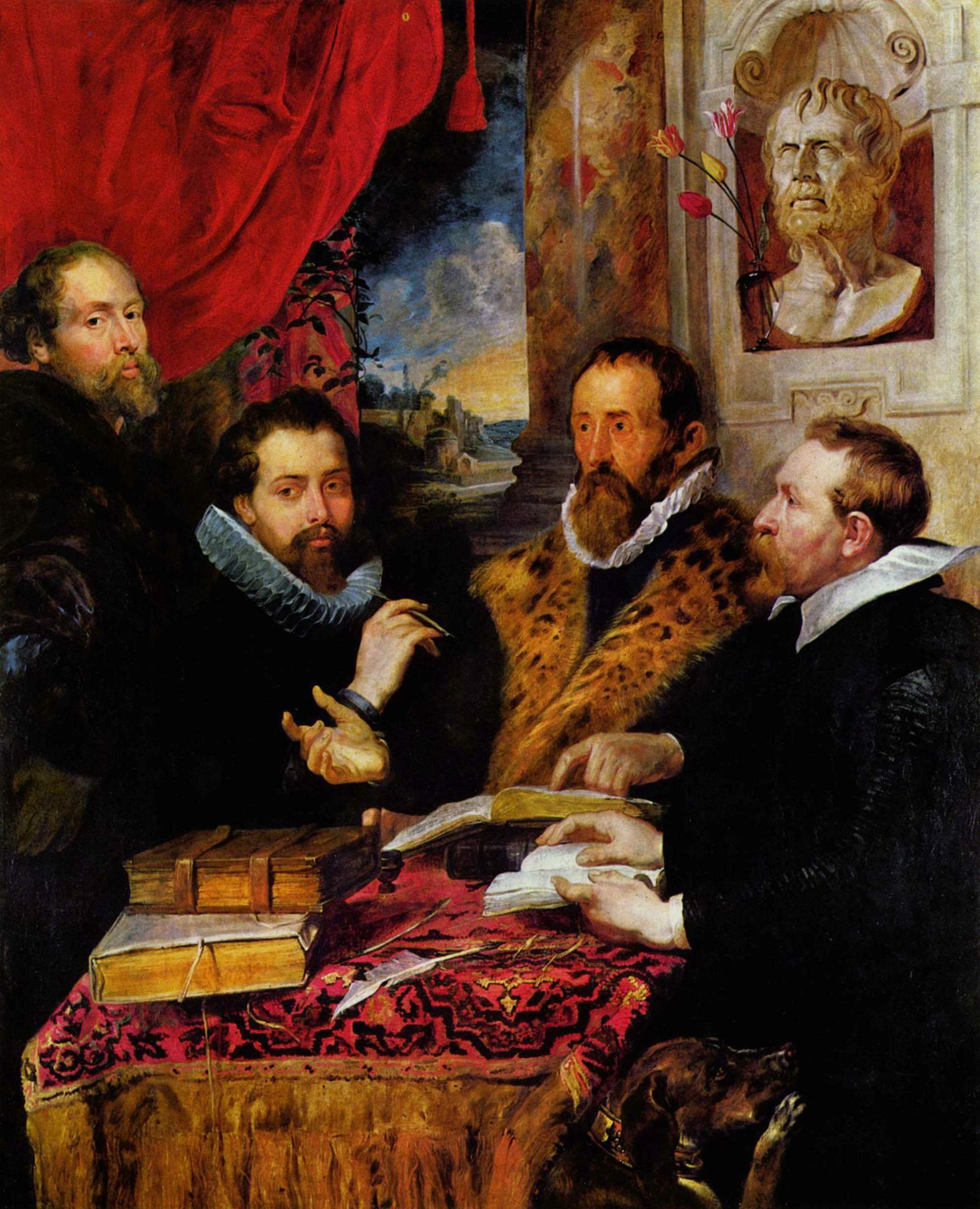
Peter Paul Rubens: les quatre philosophes. De gauche à droite : Rubens, son frère Philipp, le savant Lipsius et son élève Jan Van den Wouwer.

Le peintre Peter Paul Rubens était aussi un disciple et un ami de Lipsius : il existe par ailleurs, actuellement au Palais Pitti, une peinture, nommée les quatre philosophes, montrant Rubens debout à côté de Lipsius alors qu'il enseigne à deux étudiants assis devant lui. Les disciples sont Philip, le frère de Ruben, un élève que Lipsius « aimait comme un fils » et qui avait présenté le livre de Lipsius sur Sénèque au pape Paul V ; et un autre élève, Joannes Woverius, qui a été l’exécuteur testamentaire de Lipsius en personne.

## Pensée
Globalement le néo-stoïcisme est un effort de conciliation entre les thèses stoïciennes et les thèses chrétiennes. Effort de synthèse qui se traduit à la fois par la reprise des thèses stoïciennes, et par des apports du syncrétisme chrétien-stoïcien.
Le néo-stoïcisme est une philosophie pratique qui soutient que pour atteindre la bonne vie l'Homme ne doit pas céder à ses passions, mais se soumettre à Dieu. Le néo-stoïcisme reconnaît quatre passions : l'avidité, la joie, la peur et le chagrin. Bien que l'Homme ait le libre arbitre, tout ce qui se passe dans le monde (même les faits qui ont pour causes l'homme) est sous le contrôle de Dieu, par lequel toutes les choses tendent au Bien. L'Homme qui s'accorde avec cette volonté est libre, car il n'est pas soumis par ses instincts. Il est également calme, car tous les plaisirs matériels, et toutes les souffrances sont sans importance pour lui. Enfin, il est spirituellement heureux, car il vit près de Dieu.

## Voir également
- Apatheia
- Livre de Job
- Dieu
- Ascèse
- Philosophie chrétienne
- Stoïcisme
- Religion
- Pierre Charron
- Montaigne
- Juste Lipse
- Passion (émotion)